# Elektronenspin
Elektronenspin ist die quantenmechanische Eigenschaft Spin von Elektronen. Diese Eigenschaft
wurde 1925 erstmals an Elektronen entdeckt, danach auch an allen anderen Teilchenarten. Der Spin (von englisch spin ‚Drehung‘, ‚Drall‘) hat alle Eigenschaften eines klassischen mechanischen Drehimpulses, wird aber nicht durch die Drehbewegung einer Masse hervorgerufen.
Für jedes Elektron hat der Spin einen unveränderlichen Betrag, der durch die Spin-Quantenzahl s = ½ angegeben wird. Selbst wenn das Elektron mit kinetischer Energie Null ruht, hat es seinen Spin, der deshalb auch als Eigendrehimpuls bezeichnet wird. Wie oder wodurch der Spin zustande kommt, bleibt in der klassischen Physik unerklärbar. Anschauliche oder semi-klassische Beschreibungen sind daher unvollständig. Eine Erklärung für den Spin wurde 1928 in der Dirac-Gleichung gegeben. Dies führte zur Entwicklung der relativistischen Quantenmechanik.
Der Spin des Elektrons ist von fundamentaler Bedeutung für das physikalische Weltbild. Er spielt beim Aufbau der Atomhülle und damit für die Materie bis hin zur Festlegung ihrer makroskopischen Eigenschaften eine bestimmende Rolle.
Zu weiteren grundlegenden Eigenschaften des Spins siehe Hauptartikel: Spin.

## Entdeckung und Verständnis des Spins

### Ungelöste Probleme der Atomphysik im frühen 20. Jahrhundert
Nachdem der Quantensprung von Elektronen im Atom (zwischen den genau vorgegeben, stabilen Bahnen) als maßgeblich für die Emission von Lichtwellen mit wohlbestimmten Frequenzen (Spektrallinien) erkannt worden war (überzeugend z. B. im Bohrschen Atommodell 1913), stellte die schon lange beobachtete feine Aufspaltung vieler Linien weiterhin ein ungelöstes Problem dar. Zwar konnte eine zusätzliche Aufspaltung durch Anlegen eines starken Magnetfelds (Zeeman-Effekt, schon 1897 gefunden) im Prinzip durch eine magnetische Beeinflussung der Elektronenbewegung auf ihren stabilen Bahnen erklärt werden.
Grundlage der Erklärung ist das Larmor-Theorem: Es sagt Präzession der ganzen Bahnkurve um die Magnetfeldachse voraus, Kreisfrequenz {\displaystyle \omega _{\text{Larmor}}={\tfrac {e}{mc}}\;B}; darin e und m Ladung und Masse des Elektrons, c Lichtgeschwindigkeit, B Magnetfeld.
Diese Erklärung passte aber nur zu den Fällen, wo die Aufspaltung dreifach war (daher „normaler Zeeman-Effekt“ genannt). Im Bohr-Sommerfeldschen Atommodell von 1916 konnten höhere magnetische Aufspaltungen, wenn sie ungeradzahlig waren, durch die Richtungsquantelung des Bahndrehimpulses der Elektronenniveaus erklärt werden:
Für eine Bahndrehimpuls-Quantenzahl {\displaystyle \,l} stehen genau {\displaystyle \,(2l+1)} verschiedene Neigungswinkel des Drehimpulses zur Richtung des Magnetfelds zur Verfügung, jede mit einer um {\displaystyle \,m_{l}\,\hbar \,\omega _{\text{Larmor}}} verschobenen Energie (darin {\displaystyle \,\hbar } die durch 2π dividierte Planck-Konstante, {\displaystyle \,m_{l}} die magnetische Quantenzahl mit ihren {\displaystyle \,(2l+1)} verschiedenen möglichen Werten von {\displaystyle \,m=-l} bis {\displaystyle \,m=+l}). Da {\displaystyle \,l} nur ganzzahlig sein kann, ergibt sich eine stets ungerade Zahl aufgespaltener Niveaus.
Das Bohr-Sommerfeldsche Modell konnte auch feine Aufspaltungen erklären, die nicht von einem Magnetfeld verursacht waren, denn es macht die Elektronenenergie bei gleicher Hauptquantenzahl aufgrund relativistischer Effekte auch etwas von {\displaystyle \,l} abhängig. Unerklärt blieben aber die häufig beobachteten geradzahligen magnetischen Aufspaltungen in zwei oder mehr Niveaus sowie die zweifache Aufspaltung eines Niveaus schon ohne Magnetfeld (z. B. bei der intensiven gelben Spektrallinie von Natrium, an der auch Zeeman erstmals den magnetischen Effekt hatte nachweisen können).

### Einführung des Elektronenspins
Zur Lösung dieses Rätsels schlugen Samuel Goudsmit und George Uhlenbeck 1925 vor, dem Elektron einen zusätzlichen Eigendrehimpuls Spin zuzuschreiben. Er musste eine halbzahlige Drehimpulsquantenzahl {\displaystyle \,s={\tfrac {1}{2}}} haben, damit die magnetische Spinquantenzahl auf zwei mögliche Werte {\displaystyle \,m_{s}=\pm {\tfrac {1}{2}}} beschränkt blieb und sich somit eine zweifache oder, zusammen mit einem Bahndrehimpuls {\displaystyle \,l\geq 1}, eine höhere geradzahlige Aufspaltung ergab.
Zur Rezeption dieser gewagten Idee ist anzumerken, dass ihre beiden Urheber sogleich wieder zurückschreckten und die schon vorbereitete Veröffentlichung noch einmal zu verhindern versuchten. Ihr Institutschef Paul Ehrenfest untersagte es ihnen aber mit der Begründung: „Sie sind beide jung genug, um sich eine Dummheit leisten zu können.“ Physikalisch gewichtige Gegenargumente waren damals:
- Damit das Elektron diesen Eigendrehimpuls durch eine schnelle Rotation um seinen Mittelpunkt entstehen lassen könnte, müsste es entweder einen unmöglich großen Radius haben oder sich am „Äquator“ mit einem Vielfachen der Lichtgeschwindigkeit bewegen.
- Der Einfluss der magnetischen Spinquantenzahl {\displaystyle \,m_{s}} auf die Niveauaufspaltung muss genau doppelt so groß angesetzt werden wie der Einfluss der magnetischen Bahndrehimpulsquantenzahl {\displaystyle \,m_{l}}, unvereinbar mit dem gut fundierten Larmor-Theorem.

Deshalb widersprach zunächst auch Wolfgang Pauli der Idee des Eigendrehimpulses mit halbzahligem Wert, obwohl gerade er schon im Jahr zuvor dem Elektron zusätzlich zu den drei räumlichen Quantenzahlen eine innere zweiwertige Quantenzahl zugeschrieben hatte, um die Systematik der Spektren und den Schalenaufbau der Atomhülle zu erklären und sein paulisches Ausschließungsprinzip formulieren zu können. Diese Quantenzahl wurde nun als {\displaystyle \,m_{s}=\pm {\tfrac {1}{2}}} identifiziert.
Doch 1927 begründete Pauli selbst in Gestalt der Pauli-Spinmatrizen den heute noch gültigen Umgang mit dem halbzahligen Elektronenspin in der (nichtrelativistischen) Quantenmechanik.

## Anomales magnetisches Moment des Elektrons

### Anomaler Spin-g-Faktor des Elektrons
Alle Teilchen, die elektrische Ladung und einen Drehimpuls besitzen, haben ein magnetisches Dipolmoment, oft veranschaulicht als ein kleiner Stabmagnet parallel zur Rotationsachse. Deswegen werden die Energieniveaus durch ein Magnetfeld beeinflusst (Zeeman-Effekt). Die klassische Physik macht zum Verhältnis zwischen der Größe des Drehimpulses und des magnetischen Moments eine eindeutige Aussage, die auch für den Bahndrehimpuls der Elektronen in der Atomhülle richtig ist (Larmor-Theorem s. o.). Zum Elektronenspin gehört aber ein (fast, s. u.) genau doppelt großes magnetisches Moment. Diese Korrektur wird mittels einer g-Faktor genannten Zahl berücksichtigt. Für Bahndrehimpuls gilt der klassische Wert {\displaystyle g_{l}{\mathord {=}}1}, für den Spin des Elektrons {\displaystyle g_{s}{\mathord {=}}2}. Entdeckt wurde dieser anomale g-Faktor des Spins mittels der Analyse des Zeeman-Effekts. Die Dirac-Theorie liefert eine theoretische Erklärung. Nach der Entdeckung einer Abweichung vom Dirac-Wert {\displaystyle g_{s}{\mathord {=}}2} um 1,1 ‰ wird zunehmend nur noch diese Abweichung als Anomalie des g-Faktors bezeichnet. Sie wird durch Effekte der Quantenelektrodynamik erklärt, die auf sonst unbeobachtbaren Prozessen wie Vakuumpolarisation und Selbstenergie beruhen. Wegen der Möglichkeit, diese g-Faktor-Anomalie mit extremer Genauigkeit zu bestimmen, sind Experimente und theoretische Berechnungen im Lauf der letzten 50 Jahre bis zur 12. Dezimalstelle nach dem Komma vorangetrieben worden, ohne dass sich eine signifikante Differenz ergeben hätte.

### Elektronenspin und magnetische Materialien
Die mit dem Elektronenspin verbundenen magnetischen Dipole machen sich makroskopisch direkt bemerkbar in Gestalt des permanenten Magnetismus aller magnetischen Werkstoffe. Diese Werkstoffe enthalten Atome der Elemente um Eisen oder der seltenen Erden mit etwa halb gefüllten inneren Schalen (3d- bzw. 4f-Schale). Die energetisch bevorzugte Konfiguration der Elektronen darin zeigt Parallelstellung aller Spins, während alle weiteren Drehimpulse sich zu Null addieren. Makroskopisch bemerkbarer (permanenter) Magnetismus tritt bei den Materialien ein, bei denen zusätzlich gilt, dass auch benachbarte Atome die parallele Ausrichtung ihrer magnetischen Momente energetisch bevorzugen. (Dies wird durch die Austauschwechselwirkung der Elektronen erklärt.) Der Ferromagnetismus erscheint deshalb mit dem anomalen Wert {\displaystyle g_{s}=2}. Nachweisen lässt sich das durch den Einstein-de-Haas-Effekt, bei dem ein erst ruhender Eisenstab in Rotation gerät, wenn seine Magnetisierung umgepolt wird, also sehr viele Spins zugleich umklappen. Hier muss zur Erhaltung des anfänglichen Gesamtdrehimpulses Null das Umklappen der Spins durch einen entgegengesetzten makroskopischen Drehimpuls des Stabes kompensiert werden. Das Experiment ist nicht einfach und ergab in den ersten Jahren vermeintlich die Bestätigung des damals erwarteten klassischen Werts {\displaystyle g_{l}=1}. Erst nach der Entdeckung des anomalen magnetischen Moments des Elektrons mit Hilfe des Zeeman-Effekts pendelten sich die Messergebnisse aus dem Einstein-de-Haas-Effekt auch bei {\displaystyle g_{s}=2} ein.

### Wichtige Experimente zum magnetischen Moment des Elektrons
Das magnetische Moment des Elektronenspins ermöglichte im Stern-Gerlach-Versuch den ersten direkten Nachweis der Richtungsquantelung. Die Effekte der magnetischen Elektronenspinresonanz werden zur detaillierten Untersuchung von paramagnetischen Stoffen genutzt.

## Folgen für die Entwicklung der Theorie
Der Spin {\displaystyle s={\tfrac {1}{2}}} und der anomale g-Faktor {\displaystyle g_{s}=2} wurden 1928 von der Dirac-Theorie des Elektrons ohne weitere Annahme vorhergesagt, was diese Theorie schnell berühmt machte. Eine 1946 gefundene kleine Abweichung des Elektron-g-Faktors vom Wert {\displaystyle g_{s}=2} wurde durch den in der Theorie der Quantenelektrodynamik möglichen Effekt der Vakuumpolarisation theoretisch vorhergesagt. Die Abweichung vom Wert 2 beträgt nur 1 ‰, ist aber heute bis auf 10 Dezimalstellen genau gemessen worden, um erst diese Theorie und dann das volle Standardmodell zu testen. Noch ist keine signifikante Abweichung gefunden worden.